# Emran Ramadani
Emran Ramadani (mac. Емран Рамадани; ur. 29 stycznia 1992 w Tetowie) – północnomacedoński piłkarz pochodzenia albańskiego.